# The Murders
The Murders è una serie televisiva canadese creata da Damon Vignale, trasmessa dal 25 marzo al 5 maggio 2019 in simultanea su Citytv e FX.
In Italia, la serie è andata in onda dal 12 dicembre 2019 al 2 gennaio 2020 su Fox Crime.

## Trama
La serie segue le vicende di Kate Jameson, un'investigatrice alle prime armi che prova in tutti i modi a riscattarsi dopo una tragedia causata dalla sua negligenza, e il suo collega Mike Huntley. 
Nel corso delle puntate i due protagonisti sono impegnati nella risoluzione di un caso davvero particolare, quello che indaga su un misterioso assassino seriale che uccide le sue vittime servendosi della musica come mezzo distruttivo.

## Episodi
| Stagione       | Episodi | Prima TV Canada | Prima TV Italia |
| -------------- | ------- | --------------- | --------------- |
| Prima stagione | 8       | 2019            | 2019            |

## Trasmissione internazionale
Nel febbraio 2019, Universal Networks International ha acquistato la serie per i suoi canali Universal TV e 13th Street, tra gli altri, in Africa, Francia, Germania, Polonia, Spagna e Regno Unito.